# Zonsé
Zonsé là một tổng của tỉnh Boulgou ở phía đông Burkina Faso. Thủ phủ của tổng này là thị xã Zonsé. Theo điều tra dân số năm 1996, tổng này có dân số 19.916.

## Các thị xã và các làng
- Thị xã Zonsé (1 521 dân) (thủ phủ)
- Boutaya (740 dân)
- Diarra-Betongo (870 dân)
- Diella (476 dân)
- Dimvousse (1 238 dân)
- Gnekouneta (175 dân)
- Guiemssim (1 638 dân)
- Kareta (841 dân)
- Korgoreya (424 dân)
- Koungou (821 dân)
- Kourga (2 267 dân)
- Landre (209 dân)
- Litaya (1 099 dân)
- Mangare (441 dân)
- Ponga (3 743 dân)
- Possodo (836 dân)
- Samprabissa (104 dân)
- Sangou-Nazela (71 dân)
- Saoupo (650 dân)
- Soboya (360 dân)
- Soper (727 dân)
- Yerba-Peulh (165 dân)
- Yergoya (500 dân)